# Yrjö Rantanen
Yrjö Aukusti Rantanen (ur. 23 kwietnia 1950 w Tampere, zm. 14 stycznia 2021) – fiński szachista, arcymistrz od 1981 roku.

## Kariera szachowa
Przez 20 lat, począwszy od pierwszych lat 70., należał do ścisłej krajowej czołówki. W roku 1981 został drugim Finem (po Heikkim Westerinenem), któremu Międzynarodowa Federacja Szachowa nadała tytuł arcymistrza. Dziewięciokrotnie (w latach 1972–1990) reprezentował swój kraj na szachowych olimpiadach, zdobywając 3 medale za uzyskane wyniki indywidualne: złoty w roku 1980 (na II szachownicy) oraz dwa srebrne, w latach 1972 (V szach.) i 1978 (II szach.). Poza tym na swoim koncie posiada również brązowy medal zdobyty za indywidualny wynik na VI szachownicy podczas drużynowych mistrzostwach Europy w roku 1989 w Hajfie, gdzie szachiści fińscy zajęli bardzo dobre IV miejsce w końcowej klasyfikacji. Wielokrotnie startował w finałach mistrzostw Finlandii, dwukrotnie (1978, 1986) zdobywając złote i trzykrotnie (1976, 1982, 1990) medale srebrne oraz w roku 1972 medal brązowy.
Zwyciężył bądź podzielił I miejsca w międzynarodowych turniejach rozegranych m.in. w Eksjö (1974, wraz z m.in. Romualdem Grąbczewskim i Istvanem Bilkiem), Londynie (1978, wraz z m.in. Paulem Littlewoodem), Narviku (1979, przed Johnem Fedorowiczem) oraz w Järvenpie (1982, przed Ivanem Farago). Do swoich sukcesów zaliczyć również może III miejsce w Helsinkach (za Johnem Nunnem i Milanem Matuloviciem).
Najwyższy ranking w karierze osiągnął 1 lipca 1981 r., z wynikiem 2465 punktów zajmował wówczas 1. miejsce wśród fińskich szachistów.